# Альтенштадт (Швабія)
Альтенштадт (нім. Altenstadt) — громада в Німеччині, знаходиться в землі Баварія. Підпорядковується адміністративному округу Швабія. Входить до складу району Ной-Ульм. Центр об'єднання громад Альтенштадт.
Площа — 31,30 км2. Населення становить 5132 ос. (станом на 31 грудня 2020).

## Галерея

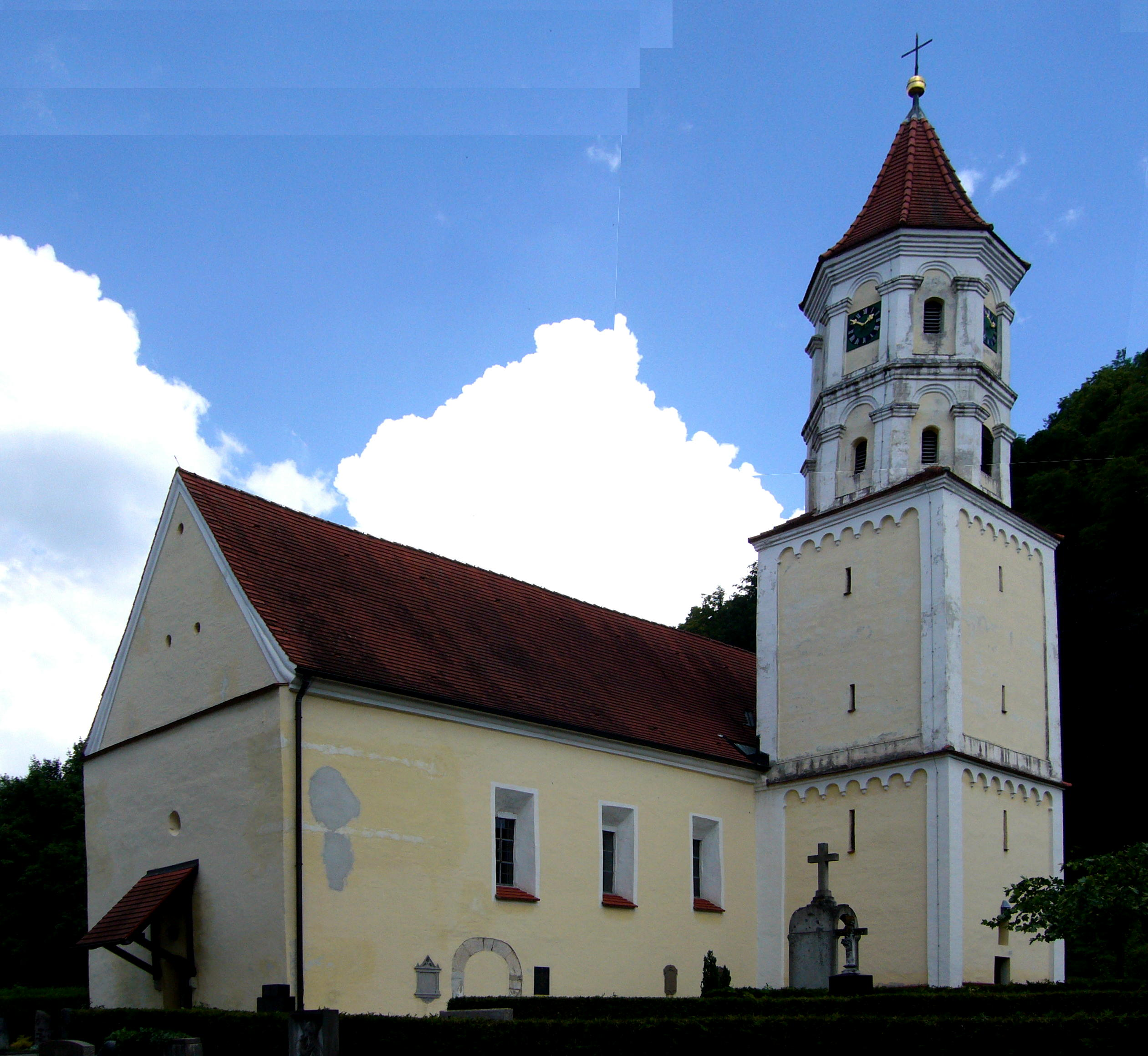
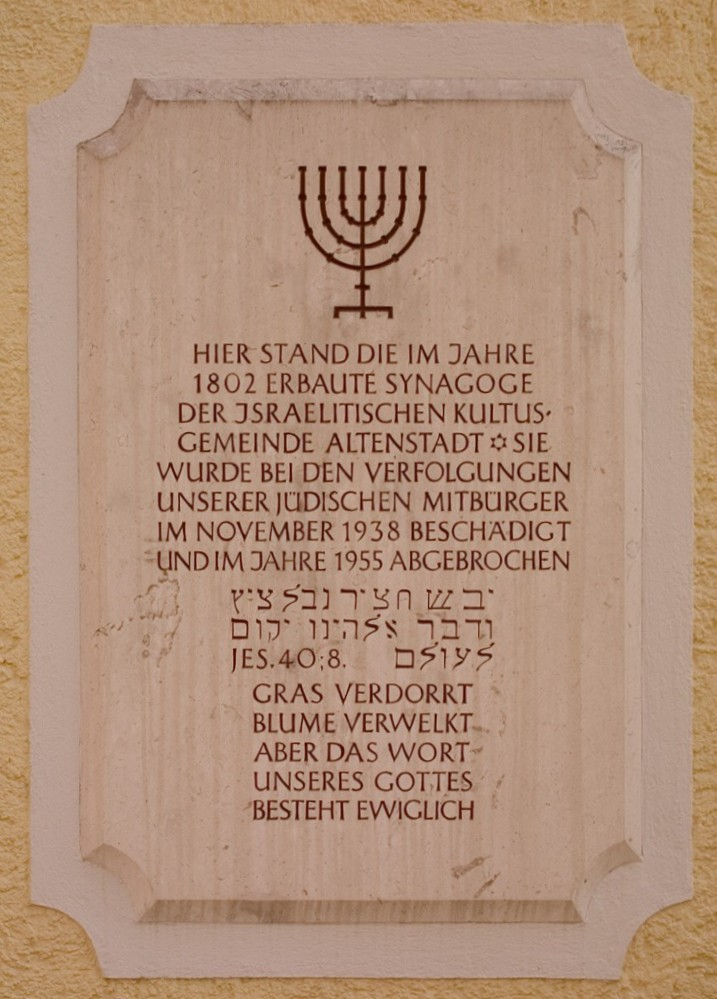
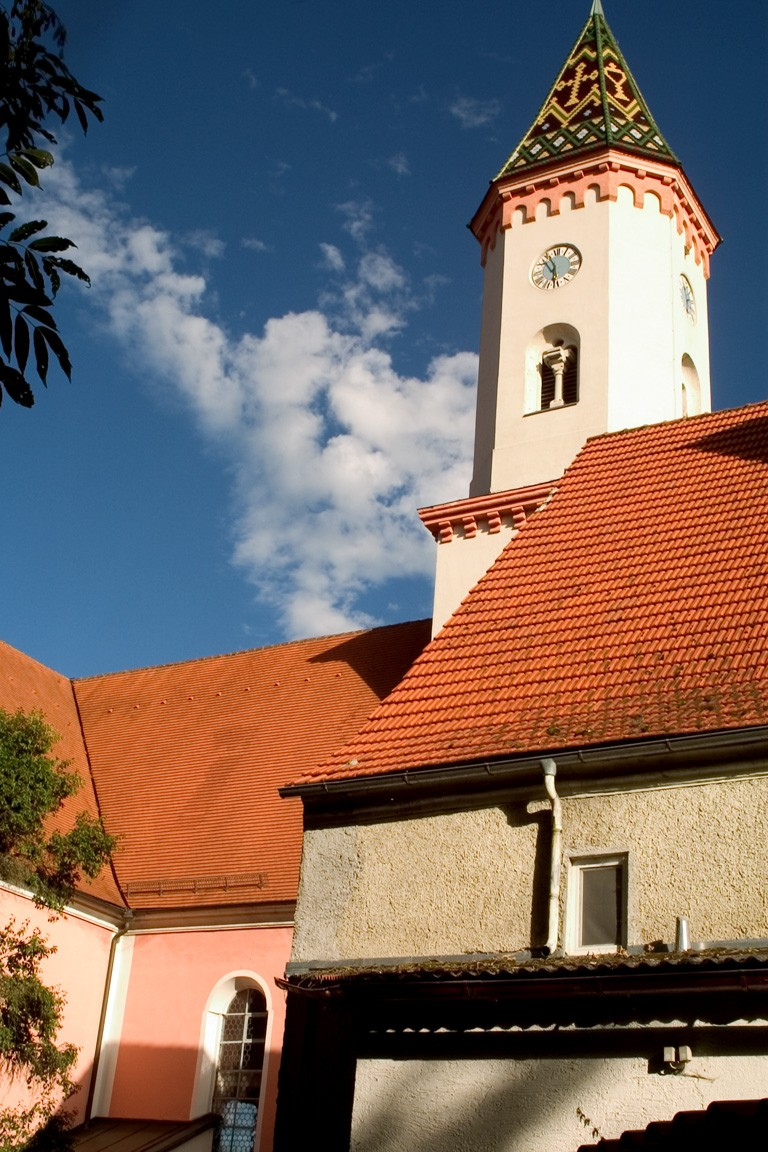